# Eclipta notaticollis
Eclipta notaticollis là một loài bọ cánh cứng thuộc họ Xén tóc. Loài này được Gounelle mô tả năm 1911.